# HPS-106

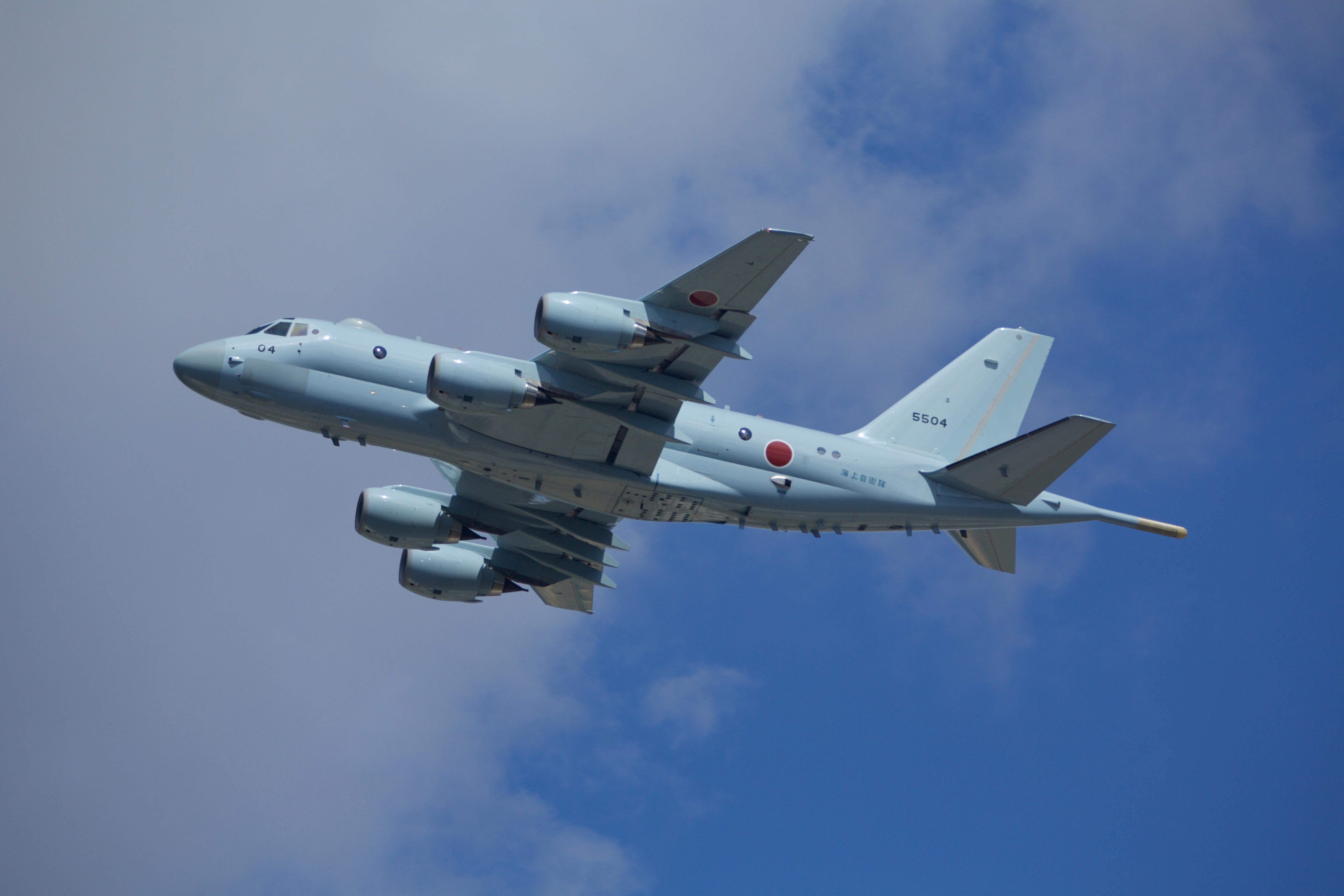
일본 해상초계기 P-1의 비행모습.

HPS-106은 일본이 개발한 대잠초계기용 능동주사식 위상배열 레이더다. 가와사키 P-1에 탑재되는 AESA 레이더다. 비슷한 레이다로는 미국이 개발한 P-8 포세이돈에 쓰이는 AN/APY-10 AESA 레이더가 있다. 

## 제원
- 레이다 이름 : J/HPS-106
- 제작시기 : 2010년
- 탑재기 : 가와사키 P-1

## 같이 보기
- J/APG-1
- HPS-104
- OPS-24
- J/FPS-5
- AN/APY-10